# Аспън
Аспън (на английски: Aspen) е град в окръг Питкин, щата Колорадо, САЩ. Аспън е с население от 5914 жители (2000) и обща площ от 9,1 km². Намира се на 2405 m надморска височина. ЗИП кодът му е 81611, 81612, а телефонният му код е 970.